# Columbo: Blutroter Staub
Blutroter Staub (Originaltitel: A Matter of Honor) ist eine erstmals im Rahmen der NBC-Sunday-Mystery-Movie-Serie gesendete Episode der Kriminalfilm-Reihe Columbo aus dem Jahr 1976. Die deutschsprachige Erstausstrahlung der vierten Folge der fünften Staffel folgte erst 1992 auf RTL plus. Der mexikanische Schauspieler Ricardo Montalbán verkörpert als Stierkampflegende Luis Montoya den Gegenspieler von Inspektor Columbo, dargestellt von Peter Falk.

## Handlung
Luis Montoya ist ein berühmter ehemaliger Matador in Mexiko und arbeitet als Stierzüchter auf seiner eigenen Ranch. Curro Rangel, der Sohn seines langjährigen Assistenten Hector Rangel, liegt im Krankenhaus, weil er am Vortag in der Arena auf dem Gelände des Anwesens vom wilden Bullen Marinaro verletzt worden ist. Montoya gibt den Arbeitern für den Rest des Tages frei und teilt Hector mit, dass er den Stier im Zweikampf besiegen möchte, damit Curro nach der Genesung nicht erneut sein Leben riskiert. Die Beziehung zwischen Montoya und Hector ist seit dem Zwischenfall angespannt. Hector sitzt in der Absicht, die Ranch zu verlassen, bereits auf gepackten Koffern. Widerwillig erklärt er sich bereit, seinem Vorgesetzten ein letztes Mal zu helfen. Auf dem Kampfplatz macht ihn Montoya mit einem Betäubungspfeil kampfunfähig, bevor das Haupttor geöffnet wird. Hector kann den Angriff des heranstürmenden Bullen nicht abwehren und wird getötet.
Derweil verursacht Columbo, der seinen Urlaub ebenfalls in Mexiko verbringt, einen Autounfall. In aufgeheizter Atmosphäre bemüht er sich vergeblich um eine Beruhigung der Lage. Sein Wagen wird beschlagnahmt, er selbst zu Commandante Emilio Sanchez von der mexikanischen Polizei gebracht. Dieser verspricht, die Bearbeitung des Vorganges zu beschleunigen, falls der Inspektor ihn im Gegenzug bei den Ermittlungen unterstützt. Zuvor wurde Sanchez über das Unglück auf der Ranch informiert. Beide begeben sich dorthin und befragen Montoya. Hector müsse Marinaro allein gegenübergetreten sein, um seinen Sohn zu beschützen. Columbo ist zunächst verwirrt, da ein Angestellter ein wertvolles Tier ohne Erlaubnis opfern wollte, gibt sich aber mit Erläuterungen zu den kulturellen Besonderheiten des Gastlandes zufrieden. Ungewöhnlich sei hingegen die Tatsache, dass Montoya plante, selbst zu einem Vortrag nach San Diego zu fahren, statt sich wie üblich von Hector chauffieren zu lassen. Nebenbei erfährt er von einer Beinverletzung, die sich Montoya bei seinem letzten großen Auftritt zugezogen hatte. Der Inspektor wundert sich auch über den unversehrten Zustand der Muleta neben Hectors Leiche und ein kürzlich abgesplittertes Holzstück im Sand, das – wie Montoya behauptet – von einem Spieß stammt, den Matadoren beim Kampf benutzen.
Während eines gemeinsamen Essens mit Sanchez äußert Columbo zum ersten Mal die gewagte Vermutung, der Stier könne von Montoya als Mordwaffe eingesetzt worden sein. Sanchez ist um seine berufliche Zukunft besorgt und überlässt seinem Partner daher die weiteren Nachforschungen. Auf der Suche nach dem Motiv kehrt der Inspektor zur Ranch zurück, wo er Hectors bereitgestelltes Gepäck neben den Schließfächern bemerkt. Er findet heraus, dass das gefundene Holzstück ein Teil von Hectors fehlender Lanze ist, mit der üblicherweise das Vieh gehütet und nicht attackiert wird. Darüber hinaus legt er Sanchez nahe, eine Autopsie durchführen zu lassen, nachdem eine Einstichstelle am Körper des Verstorbenen entdeckt worden ist. Im Krankenhaus bestätigt Curro trotz Erinnerungslücken die bereits bekannte Version des Unfallherganges: Montoya habe Marinaro abgelenkt und Hector seinen Sohn anschließend in Sicherheit gebracht. Columbo sucht noch einmal die Ranch auf, um weitere Indizien zu finden. Er stellt fest, dass Montoya leichten Zugang zu Beruhigungsmitteln hat. Außerdem gibt es Unstimmigkeiten in den Geschäftsbüchern, in denen Hector angeblich noch am Tag seines Todes Eintragungen vornahm. Dieser beendete seine Arbeiten jedoch schon drei Tage vorher. Als der Inspektor den Verdächtigen unumwunden mit seinen Anschuldigungen konfrontiert, wird Montoya ungehalten und wirft ihn hinaus.
Zufällig beobachtet Columbo anlässlich eines Besuches in Sanchez’ Privathaus, wie dessen spielende Kinder das rote Tuch anfeuchten, damit es nicht vom Wind erfasst wird und den Stierkämpfer gefährdet. Er erinnert sich an den Wetterbericht für den betreffenden Tag. Auf Hectors Muleta befanden sich keine Wasserflecke, obwohl am Nachmittag starker Wind aufkam. Der Inspektor entwickelt einen Plan, um Montoya zu überführen: Er bringt Curro dazu, zum zweiten Mal gegen den Bullen anzutreten. Als Montoya davon Kenntnis erlangt, betritt er den Kampfplatz und versucht Curro von seinem aussichtslosen Vorhaben abzubringen. Marinaro wird freigelassen und rennt auf Curro zu, der sogleich hinter eine schützende Bretterwand flüchtet. Montoya, nun allein in der Arena, erstarrt vor Angst. Helfer locken den Stier in eine andere Richtung und sperren ihn wieder ein. Columbo berichtet Sanchez, am Tag des ersten Unfalles müsse sich Ähnliches zugetragen haben: Es war Hector, der seinen Sohn nach der Arbeit auf dem Feld mit der Lanze gerettet hat. Der auf seine ruhmreiche Vergangenheit stolze Montoya konnte es nicht zulassen, dass seine Schwäche öffentlich bekannt wird. Demnach musste der einzige Zeuge sterben. Als Zeichen des Respektes überreicht Montoya dem Inspektor sein Schwert sowie seine Muleta und wird abgeführt.

## Hintergrund
In der Episode werden Ausschnitte aus dem im Jahr 1943 erschienenen Melodram Santa, die Sklavin des Lasters mit Ricardo Montalbán in der Rolle des Torero gezeigt.
Die Handlung nimmt Bezug zur etwa ein Jahr zuvor veröffentlichten Episode Traumschiff des Todes, in der Columbo während seines Urlaubes den Mord auf einem Kreuzfahrtschiff auf dem Weg nach Mexiko aufklären konnte. Commandante Emilio Sanchez hatte die Zeitungsberichte zu diesem Fall verfolgt und fühlt sich nun geehrt, die Bekanntschaft des „berühmten“ Inspektors zu machen.

## Besetzung und Synchronisation
Die deutschsprachige Synchronfassung entstand im Jahr 1992 bei der Alster Studios Synchron unter der Dialogregie von Peter Kirchberger. Eberhard Storeck schrieb das Dialogbuch.
| Figur                      | Darsteller              | Deutscher Sprecher |
| -------------------------- | ----------------------- | ------------------ |
| Lieutenant Columbo         | Peter Falk              | Claus Biederstaedt |
| Gaststars                  |                         |                    |
| Luis Montoya               | Ricardo Montalbán       | Horst Stark        |
| Commandante Emilio Sanchez | Pedro Armendáriz junior | Claus Wilcke       |
| Curro Rangel               | A Martinez              |                    |
| Carlos                     | Jorge Rivero            |                    |
| Miguel Hernandez           | Emilio Fernández        |                    |
| Jaime Delgado              | Enrique Lucero          | Eberhard Haar      |
| Zimmermädchen              | Evita Muñoz             |                    |
| Weitere Darsteller         |                         |                    |
| Hector Rangel              | Robert Carricart        | Utz Richter        |
| Nina Montoya               | Maria Grimm             |                    |

## Rezeption
Die Fernsehzeitschrift TV Spielfilm vergab eine neutrale Wertung (Daumen mittig): „Für Columbo-Fans ist die Folge ein rotes Tuch. […] Die meisten Folgen, in denen Columbo sein vertrautes L.A. verlässt, zählen zu den schwächeren. So auch diese: Die Story ist wirr, die Schlusspointe mau.“
Der Autor Michael Striss wertete mit zwei von vier Sternen (durchschnittlich). Er stellte die Beweggründe des Täters infrage, würdigte aber die prominente Besetzung der Rolle des Widersachers: „Columbo in mexikanischem Ambiente – das bedeutet einen Zusammenprall amerikanischer Sorglosigkeit und Pragmatik mit südländischen Traditionen, Leidenschaften und einem besonderen Ehrenkodex. Das Mordmotiv wird daher für Mitteleuropäer nur schwer nachzuvollziehen sein. Auch einen stichhaltigen Beweis gegen Montoya kann Columbo nicht erbringen. Überzeugender ist hingegen das Personal. Die Rolle des stolzen Mexikaners ist wohl keinem so auf den Leib geschnitten wie Altstar Ricardo Montalbán. Besonders beeindruckend wirkt er in der emotionsgeladenen Schilderung seines letzten Kampfes.“
Der Autor Mark Dawidziak bewertete die Leistungen der mexikanischen Gaststars wie folgt: „Dennoch ist an Montalbáns Leistung nichts Augenfälliges. Als würdevoller Held hat sein Luis Montoya das Fürchten gelernt, nachdem er die professionelle Stierkampfarena verlassen hat. Selbstbewusst und souverän ist der Matador sicher, dass er dem ungeschickten Anrennen des gebeugten Columbo entkommen kann. […] Zur allgemeinen Stimmung trägt auch die Kameradschaft zwischen den Polizisten Columbo und Sanchez bei. Sie respektieren einander. Sie mögen sich. Sie genießen die schlauen Methoden des anderen. Zum Glück wird von Armendáriz nicht verlangt, den stereotypen korrupten mexikanischen Kleinstadtpolizisten zu spielen. Sein Sanchez ist ein fürsorglicher, verantwortungsbewusster Beamter, der die Gelegenheit zu schätzen weiß, mit einem anderen Polizisten zu fachsimpeln.“